# 斯塔沃洛
斯塔沃洛（法語：Stavelot，法語發音：[stavlo] ⓘ，德語發音：[ˈʃtablo]）是比利时瓦隆大区列日省韋爾維耶區的一座城市，通行法语，是比利时法语社群的一部分，面积85.07平方千米，人口7,145人（2018年1月1日）。著名的斯帕-弗朗科尔尚赛道位于该市郊区弗朗科尔尚。